# Бойлстон, Сюзанна
Сюзанна Бойлстон Адамс Холл (англ. Susanna Boylston; 5 марта 1708, Бруклайн, Тринадцать колоний — 17 апреля 1797, Куинси, Массачусетс) — американская светская львица, мать 2-го президента США Джона Адамса и бабушка 6-го президента США Джона Куинси Адамса.

## Биография

### Детство, юность и происхождение
Сюзанна Бойлстон родилась 5 марта 1708 года в Бруклайне (ныне — штат Массачусетс). Её родителями были Питер Бойлстон (ок. 1673 — 1743) и Энн Бойлстон (урождённая Уайт; 1685—1772) Её дедом по отцовской линии был доктор Томас Бойлстон (1644—1695), а бабушкой была Мэри Бойлстон (урождённая Гардинер). Её бабушкой и дедушкой по материнской линии были Бенджамин Уайт и Сюзанна Уайт (урождённая Когсуэлл).
Её семья Бойлстонов была одной из самых респектабельных семей Новой Англии, и среди её родственников был двоюродный брат Уорд Николас Бойлстон, благотворитель Гарвардского колледжа и дядя Забдиэль Бойлстон, знаменитый врач, который провёл первую хирургическую операцию и был известен тем, что привил сотни людей в Бостоне во время тяжелой вспышки оспы.

### Личная жизнь
В 1734 году Сюзанна Бойлстон вышла замуж за фермера Джона Адамса-старшего (1691—1761), который был старше её на 17 лет. Она одна из наименее известных представителей знаменитой семьи Адамс, поскольку её имя нечасто встречается в большом количестве сочинений Адамса. Историк Дэвид Маккалоу отмечает, что её сочинений не сохранилось, хотя известно, что другие часто читали её, предполагая, что она, возможно была неграмотной. В своих воспоминаниях Джон Адамс писал, что "поскольку мои родители оба любили читать...Меня очень рано научили читать дома".
В браке Джон Адамс-старший и Сюзанна Бойлстон имели троих детей:
- Джон Адамс-младший (1735—1826), второй президент США.
- Питер Бойлстон Адамс (1738—1823)
- Элиху Адамс (1741—1775)

Через пять лет после смерти мужа 17 октября 1766 года Сюзанна вышла замуж за лейтенанта Джона Холла (1698—1780). По сообщениям, что лейтенант Холл не ладил со своими детьми. Сюзанна Бойлстон умерла 21 апреля 1797 года в Куинси, Массачусетс, примерно через месяц после окончания президентства её сына Джона Адамса.